# Pittsboro, Mississippi
Pittsboro är administrativ huvudort i Calhoun County i Mississippi och har varit huvudort i countyt sedan 1852. Den första tillfälliga huvudorten hette Hartford, som senare kom att kallas Old Town.

## Kända personer från Pittsboro
- Dennis Murphree, politiker